# Telesfor Poźniak
Telesfor Poźniak (ur. 28 listopada 1932 w Trepałowie na Wileńszczyźnie, obecnie rejon wilejski na Białorusi, zm. 3 kwietnia 2019) – polski slawista, historyk i badacz literatur wschodnio- i południowosłowiańskich, profesor nauk humanistycznych.
Był profesorem Instytutu Filologii Słowiańskiej Uniwersytetu Wrocławskiego. Ukończył studia na UWr w 1955 r. W latach 1978–1981 piastował funkcję Dyrektora IFS UWr. Stopień naukowy doktora zdobył w 1962 na podstawie rozprawy Dramat rosyjski na scenach polskich na ptrzełomie wieku XIX i XX wieku, w 1969 został doktorem habilitowanym na podstawie rozprawy Dostojewski w kręgu symbolistów rosyjskich. Profesorem nadzwyczajnym został w 1983 roku, a zwyczajnym w roku 1991. Był członkiem Wydziału I Nauk Filologicznych Wrocławskiego Towarzystwa Naukowego. Został odznaczony Krzyżem Kawalerskim Orderu Odrodzenia Polski, Złotym Krzyżem Zasługi, Medalem Komisji Edukacji Narodowej.
W jego dorobku znajdują się prace z zakresu twórczości Fiodora Dostojewskiego oraz traktujące o literaturze białoruskiej i bułgarskiej. Dziedzinami szczególnego zainteresowani były komparatystyka, powiązania wewnątrzliterackie i aksjologia kultury.
Pochowany na Cmentarzu Świętej Rodziny we Wrocławiu.

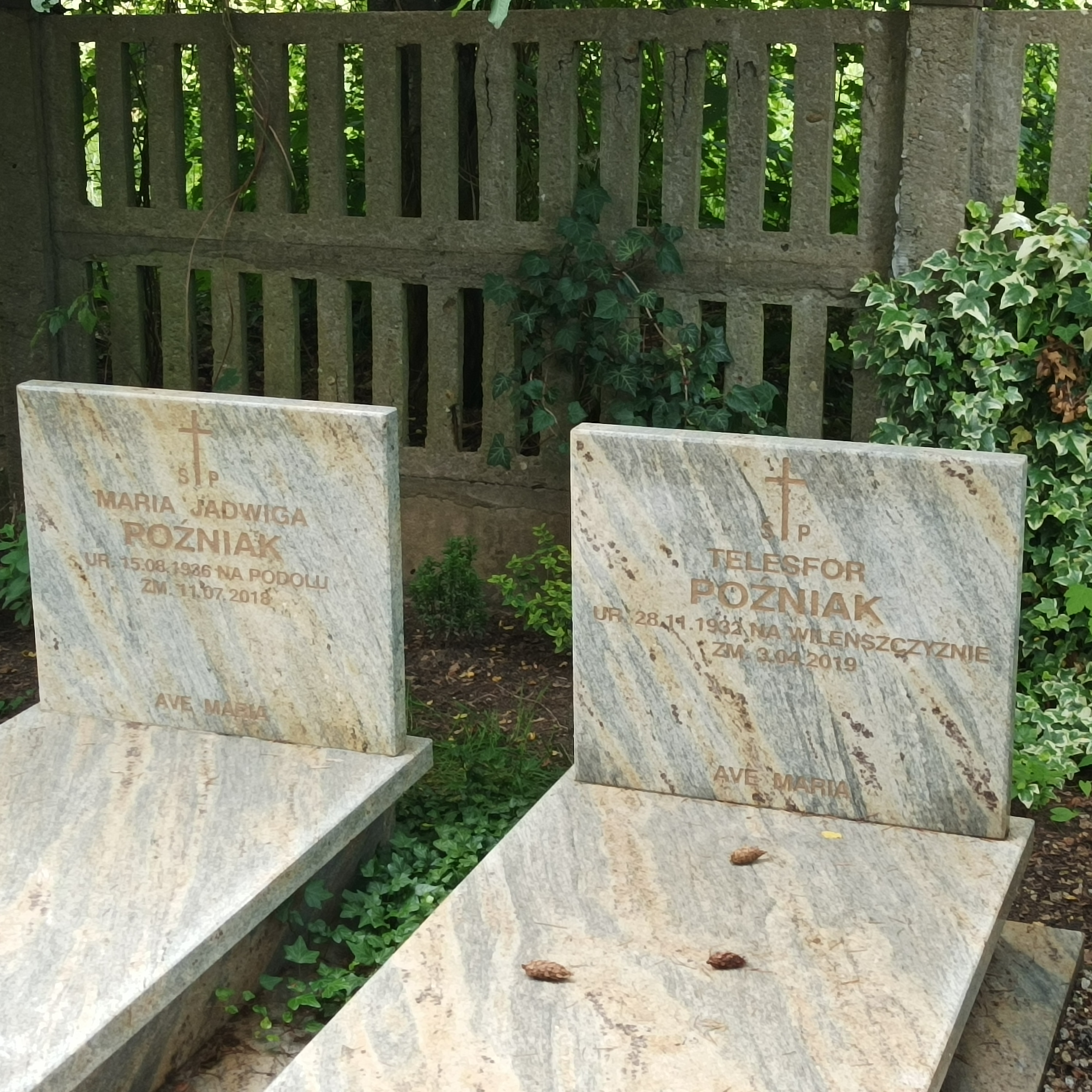
Grób prof. Telesfora Poźniaka na grób Cmentarzu Świętej Rodziny

## Publikacje
- Dostojewski w kręgu symbolistów rosyjskich (1969)
- Antologia poezji białoruskiej XX wieku (1997)
- Rola kultury polskiej w odrodzeniu literackim Białorusi na przełomie XIX i XX wieku (1992)
- Bałkan niewzruszony. Obrazy przyrody u Iwana Wazowa
- Dostojewski i Wschód (1992)